# Cartonaje

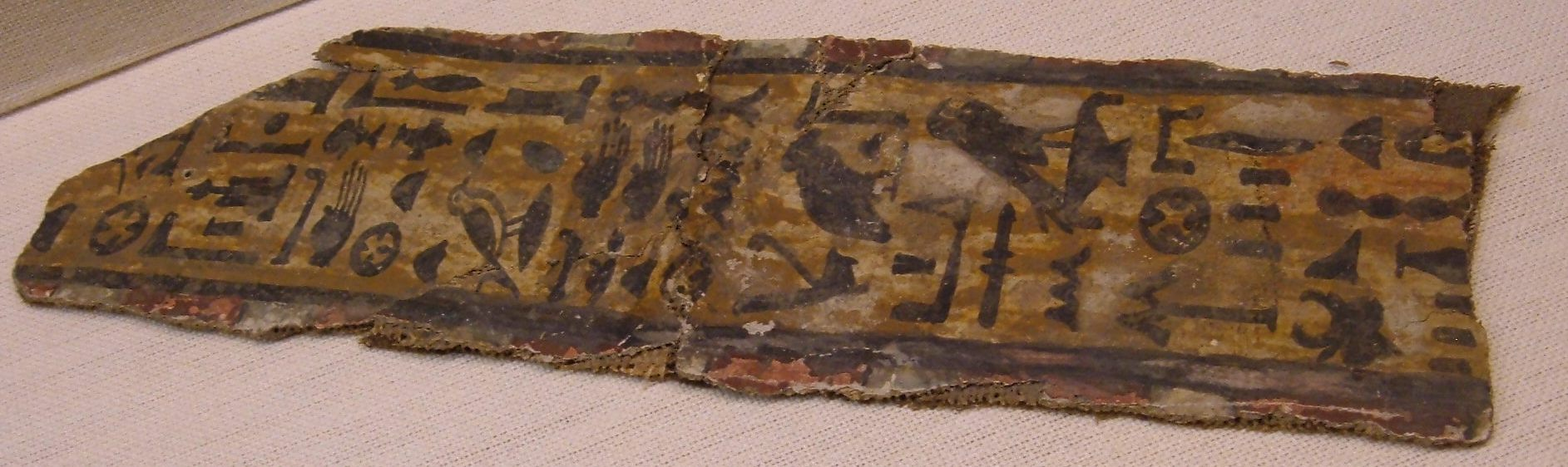
Un fragmento de cartonaje de un féretro del Imperio Nuevo en el Museo Egipcio Rosacruz.

Cartonaje es el término utilizado en Egiptología y Papirología para designar al envoltorio funerario aplicado sobre las momias egipcias desde el Primer Periodo Intermedio en adelante y sobre todo se generalizan desde principios de la dinastía XXII. 
Estaba constituido por varias capas de tela estucada (normalmente lino) o papiro, que mientras estaban húmedas se podían adaptar y pegar con goma de resina a la superficie irregular de la momia.  Después de cubrirlas con yeso, se pintaban, decorándolas, incluso a veces, con pan de oro.
Sustituyeron a las tapas de sarcófago de madera estucada, por ser más económicos y fáciles de hacer.
Algunos de los Retratos de El Fayum también son pintados en varios paneles de cartonaje, que posteriormente serían sustituidos por máscaras de yeso a partir del Periodo Romano de Egipto.